# Obrenovac
Obrenovac  (tiếng Serbia:Обреновац) là một thị xã và khu tự quản của Serbia.  Thị xã Obrenovac có diện tích km2, dân số là 23.620 người (theo điều tra dân số Serbia năm 2002) còn dân số cả khu tự quản là người.  Đây là thủ phủ hành chính của quận